# Château-la-Vallière
Château-la-Vallière – miejscowość i gmina we Francji, w Regionie Centralnym, w departamencie Indre i Loara.
Według danych na rok 1990 gminę zamieszkiwały 1482 osoby, a gęstość zaludnienia wynosiła 68 osób/km² (wśród 1842 gmin Regionu Centralnego Château-la-Vallière plasuje się na 266. miejscu pod względem liczby ludności, natomiast pod względem powierzchni na miejscu 598.).